# Sinnara
Sinnara (arab. سنارة) – wieś w Syrii, w muhafazie Aleppo, w dystrykcie Afrin. W 2004 roku liczyła 1308 mieszkańców.